# Eiskaffee

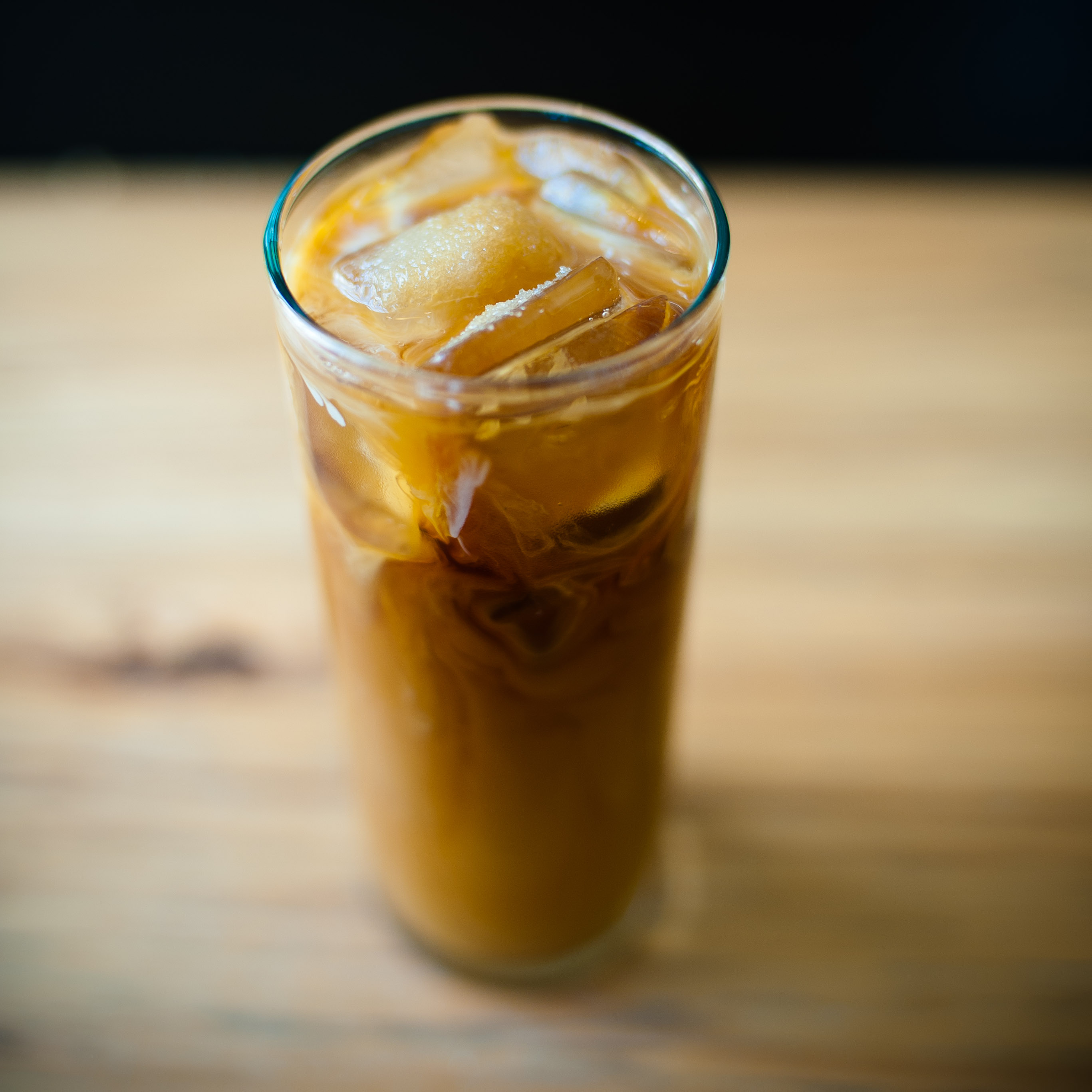

Ein Eiskaffee ist ein aus Kaffee, Eis und weiteren Zutaten zubereitetes Kaltgetränk, wobei sich die Zubereitung in unterschiedlichen Ländern deutlich unterscheidet.

## Regionale Unterschiede
In Deutschland und Österreich ist Eiskaffee ein aufgebrühter und danach erkalteter Kaffee (gegebenenfalls auch verlängerter Espresso) mit Vanilleeis. Der Eiskaffee ist in der Regel nicht gesüßt, kann mit etwas Rum versetzt sein und wird häufig mit einer Haube aus Schlagsahne serviert.
In der deutschsprachigen Schweiz versteht man unter einem Eiskaffee ("Iskafi") einen auf Eiswürfeln servierten Kaffee oder Espresso, wahlweise mit Milch verlängert, analog zum café glacé oder caffè freddo in der französisch- und italienischsprachigen Schweiz.
Eiskaffee wird hauptsächlich im Sommer in Eisdielen und Cafés getrunken – üblicherweise aus einem schlanken Glas oder Kelch mit Trinkhalm.

## Varianten

### Frappé
Verwandt mit dem Eiskaffee ist der 1957 in Thessaloniki erstmals zubereitete Café frappé. Er wird aus löslichem Kaffee hergestellt und mit gekühltem Wasser und Eiswürfeln und wahlweise mit Zucker und Milch zubereitet. Er ist besonders in Griechenland verbreitet und wird dort oft als "Nationalgetränk" bezeichnet. Dieser Eiskaffee enthält nur in der Varietät Frappé Pagoto ("Frappe mit Eiskrem") auch Speiseeis.
In der Schweiz und in Frankreich wird unter einem Frappé ein dessertartiger Milchshake verstanden, bei welchem Speiseeis (beliebige Sorte) mit Milch in einem Mixer verarbeitet wurde. Ein Kaffeefrappé oder café frappé wird entsprechend mit Kaffeeeis und Milch zubereitet.

### Caffè freddo
Italienische Gastronomen servieren den Caffè freddo (kalter Kaffee), dieser besteht nur aus gekühltem, mit Wasser verlängertem oder auf Eiswürfeln serviertem Espresso und wird je nach Geschmack mit Zuckersirup gesüßt. Er gehört zum üblichen Angebot italienischer Bars in den Sommermonaten.

### Instant-Eiskaffee
Es gibt Pulver verschiedener Hersteller, die mit kalter Milch oder Wasser zu eiskaffeeähnlichen Getränken angerührt werden.

### Schwarzwälder Eiskaffee
Der im Schwarzwald beliebte Schwarzwälder Eiskaffee besteht aus erkaltetem Filterkaffee, der mit Zucker gesüßt und dem ein kräftiger Schuss Schwarzwälder Kirschwasser beigefügt wird. Ein bis zwei Kugeln Vanilleeis, in einem schlanken hohen Glaskelch serviert und mit Sahnehäubchen, Schokoladensplittern, eventuell einer Kirsche, Fächerwaffeln oder Hohlhippen garniert werden.

### Eiskaffee englischer Art
Aus Wien stammt der Eiskaffee englischer Art, der aus 1⁄3 Speiseeis, 1⁄3 Kaffee und 1⁄3 Schlagobers (Schlagsahne) zusammengesetzt ist.

### Iced Coffee(Amerikanischer Eiskaffee)
Eine Variante, die in den USA als Iced Coffee angeboten wird, besteht manchmal nur aus schwarzem Kaffee, Eiswürfeln (nicht mit Speiseeis) und eventuell noch etwas Milch.

### Café Glacé
In der deutschsprachigen Schweiz wird Kaffeeeis ab und an als Café Glacé serviert. In der französischsprachigen Schweiz und in Frankreich wird der Begriff (café glacé) in der Regel für einen auf Eiswürfeln servierten Kaffee oder Espresso verwendet, der wahlweise mit Milch verlängert wird (analog zum iced coffee oder dem caffè freddo).

### Vietnamesischer Eiskaffee
Vietnamesischer Eiskaffee heißt cà phê đá (wörtlich "Eiskaffee") und hat eine traditionelle Zubereitungsart. Dunkel gerösteter vietnamesischer Kaffee wird mit einem Metalltropffilter (phin cà phê) aufgebrüht und anschließend in ein Glas mit Eiswürfeln gegossen. Eine beliebte Variante dieses Kaffees heißt cà phê sữa đá, bei der der Kaffee erst auf gesüßte Kondensmilch tropft und das Gemisch anschließend auf Eiswürfel gegossen wird.

### Affogato al caffè

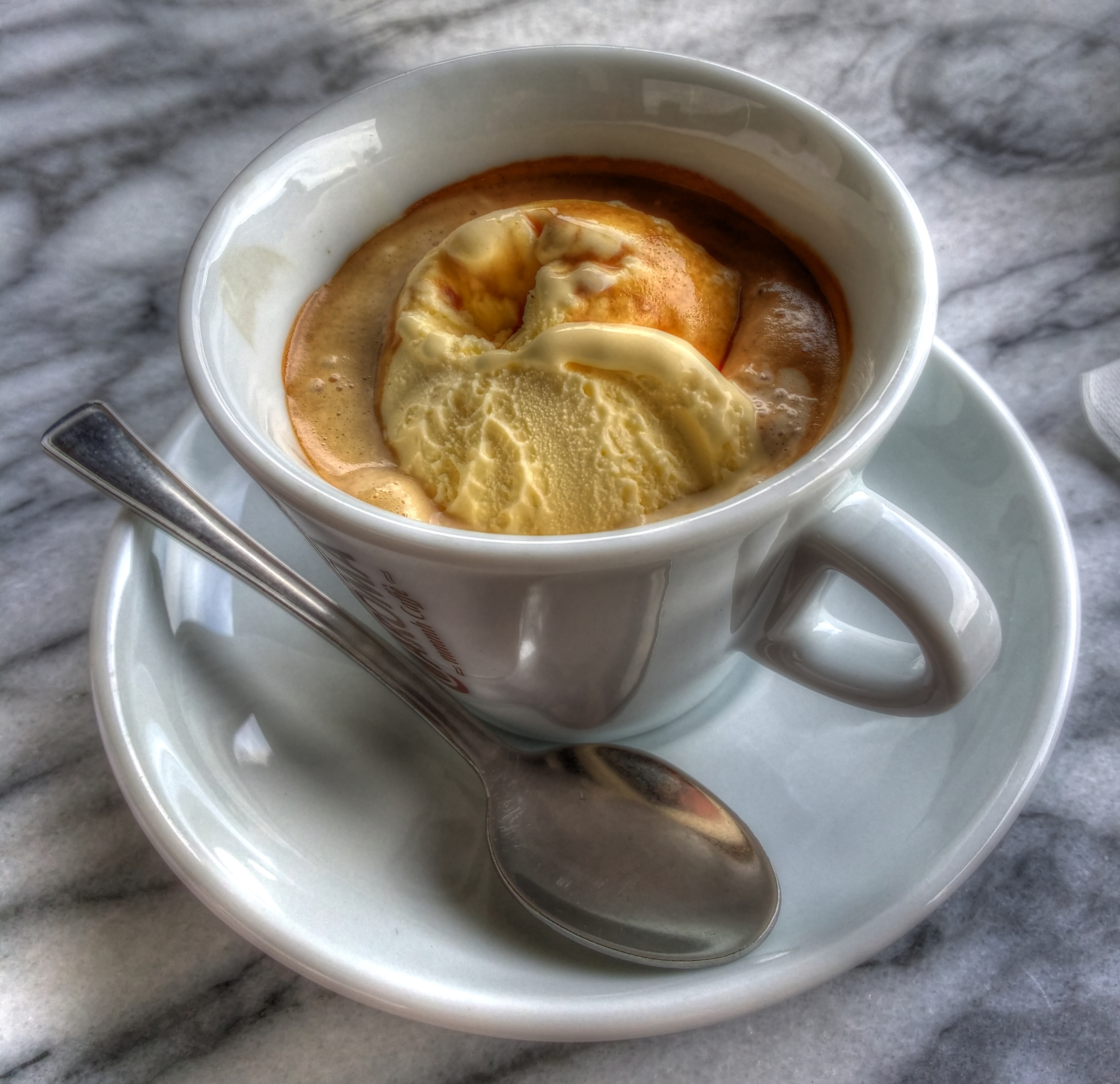
Affogato al caffè

Affogato al caffè (ital. affogato für „ertrunken“) ist ein Dessert der italienischen Küche, das aus Espresso mit Vanilleeis besteht. Es wird außerhalb Italiens fälschlich gelegentlich als Espresso Affogato (ital. für „ertrunkener Espresso“) bezeichnet. In deutschen Cafés wird er gelegentlich unter der Bezeichnung Kleiner Italiener angeboten. Im italienischen Original wird eine Kugel Vanilleeis in eine kleine Tasse oder ein kleines Glas gegeben und dann mit heißem sowie mit Zucker gesüßtem Espresso übergossen. Die Eiskugel „ertrinkt“ (ital. affogare) dadurch im Espresso.